# アントニ・タピエス
アントニ・タピエス・イ・プッチ（カタルーニャ語: Antoni Tàpies i Puig、[ca]、1923年12月13日 - 2012年2月6日）は、スペインの現代芸術家。20世紀の現代美術の巨匠の一人とされている。

## 経歴

### 青年時代
1923年12月13日、スペインのバルセロナに生まれた。父親はカタルーニャ民族主義者の弁護士だった。1934年に中等学校に入学すると、マルセル・デュシャン、ジョルジュ・ブラック、ワシリー・カンディンスキー、パブロ・ピカソなどの作品が掲載された雑誌『D’ací i d’allà』に感銘を受けた。バルセロナ・ドイツ学校で勉強し、バルセロナ大学で法学を学んでいたものの、1943年以降は絵画の制作に集中し、1946年には学業を放棄した。

### 作風の確立
1950年にはバルセロナで初個展を開催し、以後はフランスのパリに居を移した。初期の頃はパウル・クレーなどに影響を受けたシュルレアリスムの画家だったが、その後はアンフォルメルの主要な提唱者となり、美術用画材ではないものを利用した芸術であるアルテ・ポーヴェラスタイルで創作活動を行った。
1953年にはミクストメディアでの創作を開始し、後にこれが彼の芸術への最大の貢献と評価されている。このスタイルの一つの例は、粘土と大理石粉を絵具に混ぜ、廃紙、糸、絨毯などを使用することである。1954年にはテレサ・バルバ・ファブレガスと結婚し、3人の子供を設けた。

### 評価の高まり
国際的な評価は1950年代末までに定着し、1960年にはアメリカ合衆国ニューヨークのニューヨーク近代美術館（MOMA）で開催された「新しいスペイン絵画と彫刻」展に出展した。1960年代初期まではエンリケ・タバラ、アントニオ・サウラ、マノロ・ミリャレスや他のスペイン人アンフォルメル派の芸術家と作業している。
1970年代にはポップアートの影響を受け、家具の破片などのもっと大きな物体を絵画にくわえるようになってきた。タピエスのアイデアは世界中の芸術、特に絵画、彫刻、版画の分野などに大きな影響を及ぼした。世界中の様々な美術館に彼の作品が収蔵されている。

### 晩年

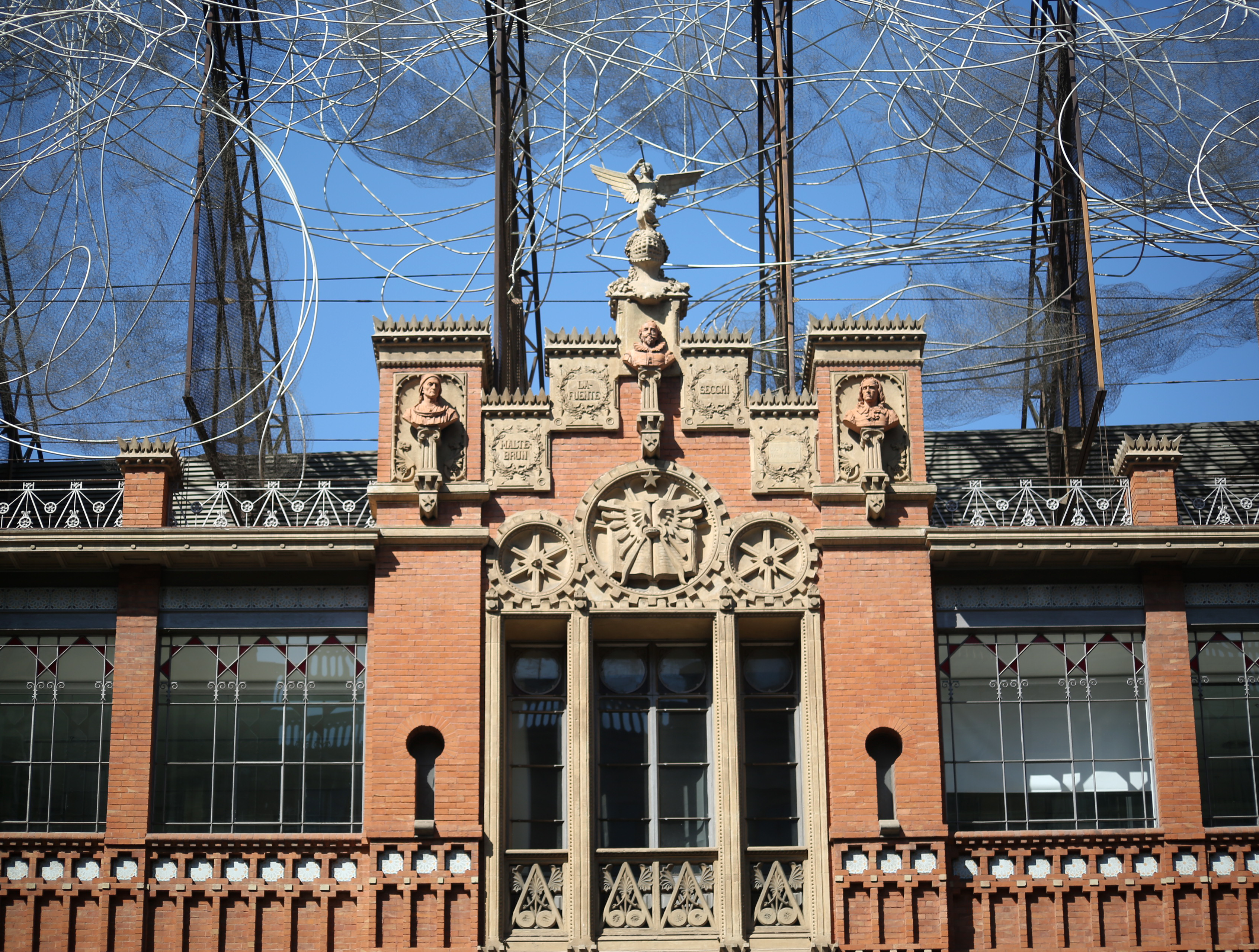
アントニ・タピエス財団美術館

1981年にはイスラエルのウルフ財団によるウルフ賞芸術部門を受賞した。1984年、バルセロナにタピエスの作品を集めたアントニ・タピエス財団美術館（アントニ・タピエス美術館）が開館した。1990年、日本美術協会による高松宮殿下記念世界文化賞を受賞した。
2005年には原美術館で企画展「タピエス ～スペインの巨人 熱き絵画の挑戦～」が開催された。2012年2月6日に死去した。